# كرايغ روبرتسون (لاعب كرة قدم أمريكية)
كرايغ روبرتسون (بالإنجليزية: Craig Robertson)‏ هو لاعب كرة قدم أمريكية أمريكي، ولد في 11 فبراير 1988 في ستافورد في الولايات المتحدة.

## وصلات خارجية
- كرايغ روبرتسون على موقع مرجع كرة القدم المحترفة.كوم (الإنجليزية)
- كرايغ روبرتسون على موقع كلية كرة القدم في سبورتس رفرنس.كوم (الإنجليزية)